# Lands of Lore: Götterdämmerung
Lands of Lore: Götterdämmerung ist ein Computer-Rollenspiel von Westwood Studios und die Fortsetzung zu Lands of Lore: The Throne of Chaos. Der Originaltitel des zweiten Teils war Lands of Lore: Guardians of Destiny, der im Deutschen den Untertitel Götterdämmerung bekam, da es sich im Spiel um den Tod und die Wiedergeburt eines bösen Gottes dreht. In anderen Teilen Europas wurde es auch als Lands of Lore II: Guardians of Destiny veröffentlicht. Das Spiel erschien am 27. September 1997 für MS-DOS und Windows.

## Handlung
Durch die Benutzung der Niedermaske im ersten Teil der Trilogie wurde eine uralte magische Kreatur geweckt, die mangels Ahnenmagie, von der sie zehrt, seit Generationen geschlafen hatte. Sie wurde von dem niederträchtigen Ahnengott Belial erschaffen, um sie als Mutter für seine Wiedergeburt zu nutzen, nachdem er vom Rat der Ahnen zum Tode verurteilt worden war. Der einzige, der ihm bei seiner Rückkehr gefährlich werden könnte, ist Scotias Sohn Luther. Noch während sie im Sterben lag, hatte Scotia versucht, die Magie der Niedermaske auf ihren Sohn zu übertragen. Doch statt der Fähigkeit zur willentlichen Verwandlung leidet Luther unter unkontrollierten Mutationen, die ihn zwischen seiner menschlichen Gestalt, der einer Echse oder einem riesigen Monster hin- und herwechseln lassen. Luther muss aus seiner Gefangenschaft auf Gladstone fliehen und die Suche nach Belial aufnehmen.

## Spielprinzip
Anders als im Vorgänger steuert der Spieler keine Heldengruppe, sondern mit Luther nur noch einen einzelnen Charakter. Luther besitzt von Beginn an die Gabe der Gestaltwandlung, kann diese jedoch nicht beherrschen. Deshalb wandelt sich seine Gestalt zufallsbedingt immer zwischen seinem menschlichen Äußeren, einer kleinen Echse oder einem riesigen Monster. Die Spielwelt ist in 3D-Grafik gehalten und wird aus der Ego-Perspektive präsentiert. Im Gegensatz zum Vorgänger muss sich der Spieler nicht mehr blockweise und mit 90-Grad-Drehungen bewegen, sondern kann die Umgebung frei erkunden. Kämpfe finden in Echtzeit statt.

## Entwicklung
Zu Beginn der Entwicklung verwendete Westwood noch eine 16-Bit-Programmarchitektur. Im Verlauf der Entwicklung musste das ganze auf 32-Bit umgestellt werden, weshalb sich die Veröffentlichung verzögerte, weil der Programmcode in großen Teilen umgeschrieben werden musste. Der zweite Teil von Lands of Lore verwendete echte 3D-Grafik, wobei erst durch einen Patch 3D-Beschleuniger-Karten benutzt wurden. Für Zwischensequenzen kamen Westwood FMV-Sequenzen mit echten Schauspielern zum Einsatz.

## Rezeption
Lands of Lore 2 erhielt mehrheitlich positive Bewertungen (GameRankings: 73,50 %).

„Das Warten hat sich gelohnt. Der Spruch: Gut Ding will Weile haben, trifft auf Lands of Lore 2 sicher zu. Was hier auf vier CDs an phantasievollen Welten geboten wird, ist erstaunlich. Das Fehlen einer Party merke ich kaum denn mit Luthers ständig wechselnden drei Seinsformen bin ich gut ausgelastet und kann sein schweres Schicksal so richtig schön mitfühlen. […] Vielleicht mag manch altgedienter Rollenspieler tausenderlei Charakterwerte oder Reglementierungen vermissen und sich in der 3D-Umgebung unwohl fühlen. Dennoch bietet Westwood hier knackige Unterhaltung für unternehmenslustige Abenteurer jeder Couleur.“

In Deutschland stieg Lands of Lore 2 gemäß der Verkaufscharts von Media Control in der zweiten Oktoberhälfte auf Platz 2 ein, konnte diese Position in der ersten Monatshälfte November behaupten und schloss das Jahr innerhalb der Top 10 ab. Es konnte sich bis Mai 1998 28 Wochen lang in der Top 50 halten. In den Vereinigten Staaten erreichte das Spiel im Oktober 1997 gemäß PC Data Platz 11 der Verkaufscharts. Das Spiel fiel in eine Phase, in der Rollenspiele in den Verkaufszahlen hinter andere Genres zurückgefallen waren. Daher sah ein Autor des CNET Gamecenter im Zusammenspiel mit den ebenfalls erfolgreichen Spielen Ultima Online und Fallout eine sich andeutende Rückkehr des Genres zu alten Erfolgszahlen.
Die Academy of Interactive Arts & Sciences nominierte das Spiel für die Interactive Achievement Awards als bestes Rollenspiel des Jahres 1997, vergab den Preis letztlich jedoch an das Echtzeit-Strategiespiel Dungeon Keeper.